# Сураково
Сураково — деревня в Кунашакском районе Челябинской области, входит в состав Муслюмовского сельского поселения.

## География
Расположена в южной части района. Расстояние до районного центра, Кунашака, 24 км.

## История
Сураково — выселок из бывшей деревни Таскырбаева, располагавшейся на озере Мышты (учтена в ходе 3-й Гос. ревизии 1763)

## Население
| 2002 | 2010 |
| ---- | ---- |
| 371  | ↘313 |

(в 1869 — 489, в 1873 — 572, в 1889 — 664, в 1900 — 686, в 1916 — 602, в 1959 — 319, в 1970 — 614, в 1983 — 441, в 1995 — 364)

## Улицы
- Улица 5 Разъезд
- Улица Бабушкина
- Улица Гагарина
- Новая улица
- Северная улица
- Центральная улица
- Челябинская улица

## Предприятие
- Птицефабрика Здоровая ферма[4]